# Homalium pallidum
Homalium pallidum är en videväxtart som beskrevs av Albert Charles Smith. Homalium pallidum ingår i släktet Homalium och familjen videväxter. Inga underarter finns listade i Catalogue of Life.